# Ítalo Rossi
Ítalo Balbo Rossi (Botucatu, 19 de enero de 1931 - Río de Janeiro, 2 de agosto de 2011) fue un actor brasileño que participó en varios filmes y series.

## Trayectoria

### Filmografía
- 2008 - ¿Sexo Con Amor? - Padre Alcelmo
- 2003 - Maria, madre del hijo de Deus - Caifás
- 1997 - La gran noche - Butuca
- 1989 - Demasiado loco
- 1979 - La república de los asesinos
- 1979 - El bravo guerrero
- 1968 - Desesperado
- 1968 - El engaño
- 1967 - Cara a cara
- 1967 - La derrota
- 1966 - Paraíba, vida y muerte de un bandido
- 1965 - Society en baby-doll
- 1958 - Y el espectáculo continúa - Quincas
- 1957 - El pan que amasó el diablo
- 1954 - Destiny in Trouble
- 1954 - La suegra
- 1953 - Esquina de la ilusión
- 1953 - El hombre de los papagayos
- 1953 - Una vida para dos

### Televisión
- 2008 Toma Lá, Dar Aquí - Ladir Miranda
- 2005 Belissima - Dr. Fernando Medeiros
- 2005 Mandrake - Dr. Graff
- 2004 Señora del destino - Alfred
- 2003 Kubanacan - Trujillo
- 2002 Corazón de estudiante - Juiz Bonifácio
- 2000 Esplendor - Vicente
- 1998 Sierras azules - Eleogadário (Rede Bandeirantes)
- 1995 Engraçadinha, sus amores y sus pecados - Dr. Phocion
- 1993 Aceite en el Aceite - Ferreira
- 1990 Araponga - Zaca
- 1988 Chapadão de Bugre - Damasceno Soares (Rede Bandeirantes)
- 1985 Todo - Dr. Evandro Sena (Rede Manchete)
- 1984 Transas y Caretas - Gilberto (Braga)
- 1983 Parabéns para ti - Vicerrector
- 1981 Brillante - Delegado
- 1976 Esclava Isaura - José
- 1976 Veo la luna en el cielo - Jacinto
- 1975 Bravo - Paes Duarte
- 1972 Jerônimo, el héroe de los backlands - Coronel Saturnino Bragança (TV Tupi)
- 1970 Y nosotros, ¿adónde vamos? (TV Tupi)
- 1969 Un gusto amargo de fiesta (TV Tupi)
- 1965 Padre Tião - Padre Tião
- 1964 Sonho de Amor (TV Rio)
- 1964 Victoria (TV Rio)
- 1963 Poco amor no es amor
- 1963 La muerte sin espejo